# Orientalski korpus (Avstro-Ogrska)
Orientalski korpus (izvirno nemško k.u.k. Orientkorps) je bil korpus Avstro-ogrske kopenske vojske, ki je bil aktiven med prvo svetovno vojno.

## Zgodovina
Otomanski imperij je leta 1917 zaprosil Avstro-Ogrsko za vojaško pomoč; cesar je odobril ustanovitev posebnega korpusa, ki bi deloval v Palestini. Decembra istega leta je Višje poveljstvo Avstro-ogrske kopenske vojske odločilo, da bo korpus ustanovljen v moči in strukturi gorske brigade. Za korpus so tako namenili avstro-ogrske vojaške enote, ki so že delovale v Otomanskem imperiju oz. so že bile izbrane za služenje v Otomanskem imperiju (1-4 avtomobilska kolona, poljskohavbični divizion, 4. saperska četa). 8. januarja 1918 je korpus dobil tudi poveljnika: podpolkovnika Stefana Duica. Da bi omogočili čim boljše delovanje avstro-ogrskih vojakov v Turčiji, so tri pehotne bataljone sestavili iz muslimanskih Bošnjakov, medtem ko so IV. bataljon sestavljali Romuni, Madžari in Nemci iz Transilvanije. Do maja istega leta je bil korpus izurjen in opremljen za delovanje v tropskem okolju, a še vedno ni dobil ukaza za premik v Turčijo; v tem času so iz sestave korpusa odvzeli sapersko četo. 6. junija istega leta je gorsko-topniški divizion dobil ukaz za premik v Palestino in to je bila edina korpusna enota, ki je bila poslana v Turčijo (po ustanovitvi korpusa). Pehotne bataljone so medtem uporabili za boje na soški fronti, dokler ni bil avgusta korpus poslan v Albanijo, kjer je tudi dočakal konec vojne.

## Organizacija
Načrtovana
- I. pehotni bataljon
- II. pehotni bataljon
- III. pehotni bataljon
- IV. pehotni bataljon (bivši IV. bataljon 103. pehotnega polka)
- k.u.k Feldhaubitzabteilung in der Türkei
- k.u.k. Gebirgskanonenabteilung in der Türkei
- k.u.k. Autokolonnen Türkei No. 1
- k.u.k. Autokolonnen Türkei No. 2
- k.u.k. Autokolonnen Türkei No. 3
- k.u.k. Autokolonnen Türkei No. 4
- k.u.k. Autokolonnen Türkei No. 8
- k.u.k. Autokolonnen Türkei No. 10
- 4. četa, k.u.k. Sappeur-Bataillon 38